# Ławki Małe
Ławki Małe – nieoficjalny przysiółek wsi Ławki w Polsce położona w województwie warmińsko-mazurskim, w powiecie giżyckim, w gminie Ryn.
W latach 1975–1998 miejscowość należała administracyjnie do województwa suwalskiego.
Leży w pobliżu wschodniego brzegu jeziora Szymonek.